# Marcelo Bonfá
Marcelo Augusto Bonfá (Itapira, 30 de janeiro de 1965) é um baterista brasileiro, célebre como membro fundador da banda de rock alternativo Legião Urbana.

## Carreira

### Início da carreira em Brasília
Marcelo Augusto Bonfá viveu em Itapira até 1977, quando mudou-se para Brasília após seu pai, funcionário do Banco do Brasil, ser transferido para a capital brasileira. Bonfá não demorou a se ambientar. Apesar de ser de uma cidade do interior paulista e a maioria dos jovens de Brasília que moravam em sua quadra terem vindo do Rio de Janeiro, conseguiu fazer amizade rapidamente. Desta forma fez amizade com Fê Lemos, que deixava-o brincar em sua bateria. Sua primeira bateria foi presente de seu pai, quando estava de férias em São Paulo.
Bonfá formou uma banda com André Müller (futuro membro da banda punk Plebe Rude), chamada Metralhaz, que teve curta duração, além da banda Blitx 64. Também tocou na banda Dado e o Reino Animal, de seu amigo Dado Villa-Lobos.

### Legião Urbana
Em 1982 foi chamado por Renato Russo para juntos iniciarem uma banda, chamada Legião Urbana. Bonfá permaneceu na Legião até seu fim, anunciado oficialmente em 22 de outubro de 1996, após a morte de Renato Russo, em 11 de outubro de 1996.
Em 1993, ainda na Legião Urbana, Marcelo, que tinha habilidade para desenhar, passou a realizar trabalhos de computação gráfica.

### Pós-Legião Urbana
No ano de 2000, Marcelo Bonfá lançou seu primeiro trabalho solo, O Barco Além do Sol, pela gravadora Trama, tendo vendagem superior a 30 mil cópias, e o single Depois da Chuva foi um dos mais executados nas rádios do Brasil.
Em 2004, lançou o seu segundo trabalho solo intitulado Bonfá + Videotracks distribuído pela EMI.
O álbum solo Mobile é lançado em 2007, no formato digital. Nestes discos solo, Bonfá contou com a parceria do letrista Gian Fabra.
Marcelo Bonfá, (juntamente com o parceiro da extinta Legião Urbana, Dado Villa-Lobos), entre 2011 e 2012 participou de alguns shows da banda Jota Quest durante a turnê de 15 anos do grupo mineiro. No mesmo ano participou do Rock in Rio 4 em homenagem à Legião Urbana contando com participações de Toni Platão, Herbert Vianna, Pitty, Dinho Ouro Preto e Rogério Flausino.
Em 2012, participou do tributo MTV à Legião Urbana, ao lado de Dado e o ator Wagner Moura nos vocais. Neste mesmo ano, monta a banda Bonfá e os Corações Perfeitos, no qual é vocalista e seu filho João Pedro toca a guitarra. As canções foram disponibilizadas gratuitamente em seu site oficial.
Em 2015, se reúne novamente com Dado para celebrar os 30 anos do primeiro álbum da Legião Urbana e saem em turnê chamada "Legião Urbana XXX Anos", com André Frateschi nos vocais. Os primeiros shows aconteceram em Santos, no litoral paulista, em 23 de outubro, e Itacaré, no interior da Bahia, em 1 de novembro|1º de novembro. Com o sucesso da empreitada, em 2018, os músicos saem em turnê de comemoração dos álbuns "Dois" e "Que País é Este".
Em [3 de abril de 2020, lança o EP Outono, que contem 5 faixas, com participações dos baixistas Champignon e PJ.
Em sua carreira solo, já vendeu mais cem mil cópias de seus álbuns.

## Vida pessoal
Tem dois filhos, Tiago Bonfá (nascido em 1991) fruto de relacionamento com Simone Bonfá e João Pedro Bonfá (nascido em 1988), também músico, fruto de seu relacionamento com a atriz Isabela Garcia e membro de sua banda solo. Sua primeira neta, Luisa, filha de João Pedro e Ana Glória, nasceu em outubro de 2011.
Produz a Cachaça Perfeição em sua Fazenda Vistalinda em Santo Antônio do Rio Grande (MG). A cachaça é orgânica, sem uso de agrotóxicos e química.

## Polêmicas
Desde 2013, Bonfá e Dado vivem um impasse jurídico com Giuliano Manfredini, filho e herdeiro de Renato Russo, dono da empresa Legião Urbana Produções Artísticas, sobre o uso da marca e do legado da banda Legião Urbana.
Em 2018, uma decisão judicial da 9ª Câmara Cível do Tribunal de Justiça do Rio de Janeiro diz que Dado e Marcelo terão de pagar pelo uso da marca "Legião Urbana".
Em 2021, o processo chega ao STJ, em Brasília, e junto de Dado, Bonfá emite um comunicado oficial sobre o assunto.

## Discografia

### Solo
- 2000 O Barco Além do Sol
- 2004 Bonfá + Videotracks
- 2007 Mobile (Marcelo Bonfá)
- 2012 Bonfá e os Corações Perfeitos
- 2016 Música de Alambique
- 2020 Outono (EP)

### Com Dinho Ouro Preto
- 1994 Vertigo
- 1995 Dinho Ouro Preto

### Com Léo Jaime e Os Phodas C
- 1990 Sexo, Drops e Rock & Roll

### Com May East
- 1986 Remota Batucada